# Kimmo Timonen
Kimmo Timonen, född 18 mars 1975 i Kuopio, är en finländsk före detta professionell ishockeyspelare som senast spelade för Chicago Blackhawks i National Hockey League (NHL). Han har tidigare spelat på NHL-nivå för Nashville Predators och Philadelphia Flyers och på lägre nivåer för Brynäs IF i Elitserien, HC Lugano i Nationalliga A (NLA), KalPa (även i Mestis), HC TPS och HIFK Hockey i Liiga och Milwaukee Admirals i International Hockey League (IHL).
Timonen draftades i tionde rundan i 1993 års draft av Los Angeles Kings som 250:e spelare totalt.
Under NHL-lockouten 2004–2005 spelade han ett tag i Brynäs IF och senare i sin hemstad för KalPa.
Timonen spelade i Nashville Predators från 1998 till 2007 och var lagkapten i Nashville säsongen 2006–2007, det var också den säsongen som är hans bästa rent poängmässigt då han gjorde 13 mål och 42 assist för totalt 55 poäng på 80 matcher.
Den 4 augusti 2014 meddelade Flyers att det hade upptäckts vid en läkarundersökning att Timonen hade blodproppar i båda lungorna och i nedre delen av högra benet. Behandling påbörjades och Timonen tillbringade stora delar av rehabiliteringen i sitt hemland. Det var inte säkert om han kunde komma tillbaka till professionell ishockey, Timonen själv var klar över att han skulle bara komma tillbaka. Det blev dock inget spel i Flyers under säsongen och den 27 februari 2015 offentliggjordes det att Flyers hade skickat iväg Timonen till Blackhawks för att han skulle få chans att vinna Stanley Cup, de fick tillbaka ett andra draftval i 2015 års draft och ett villkorat fjärde draftval i 2016 års draft. Det villkorade fjärde draftvalet blir ett tredje om Blackhawks vinner två slutspelsserier i 2015 års Stanley Cup-slutspel och att Timonen spelar minst 50% av matcherna i de där två slutspelsserierna.
Han vann Stanley Cup med Chicago Blackhawks 2015.

## Statistik
| 1991–1992         | KalPa               | Liiga             | 5                                     | 0                                     | 0                                     | 0                                     | 0                                     | —                                     | —                                     | —                                     | —                                     | —                                     |
| 1992–1993         | KalPa               | Liiga             | 33                                    | 0                                     | 2                                     | 2                                     | 4                                     | —                                     | —                                     | —                                     | —                                     | —                                     |
| 1993–1994         | KalPa               | Liiga             | 46                                    | 6                                     | 7                                     | 13                                    | 55                                    | —                                     | —                                     | —                                     | —                                     | —                                     |
| 1994–1995         | HC TPS              | Liiga             | 45                                    | 3                                     | 4                                     | 7                                     | 10                                    | 13                                    | 0                                     | 1                                     | 1                                     | 6                                     |
| 1995–1996         | HC TPS              | Liiga             | 48                                    | 3                                     | 21                                    | 24                                    | 22                                    | 9                                     | 1                                     | 2                                     | 3                                     | 12                                    |
| 1996–1997         | HC TPS              | Liiga             | 50                                    | 10                                    | 14                                    | 24                                    | 18                                    | 12                                    | 2                                     | 7                                     | 9                                     | 8                                     |
| 1997–1998         | HIFK Hockey         | Liiga             | 45                                    | 10                                    | 15                                    | 25                                    | 24                                    | 9                                     | 3                                     | 4                                     | 7                                     | 8                                     |
| 1997–1998         | Nashville Predators | NHL               | 50                                    | 4                                     | 8                                     | 12                                    | 30                                    | —                                     | —                                     | —                                     | —                                     | —                                     |
|                   | Milwaukee Admirals  | IHL               | 29                                    | 2                                     | 13                                    | 15                                    | 22                                    | —                                     | —                                     | —                                     | —                                     | —                                     |
| 1999–2000         | Nashville Predators | NHL               | 51                                    | 8                                     | 25                                    | 33                                    | 26                                    | —                                     | —                                     | —                                     | —                                     | —                                     |
| 2000–2001         | Nashville Predators | NHL               | 82                                    | 12                                    | 13                                    | 25                                    | 50                                    | —                                     | —                                     | —                                     | —                                     | —                                     |
| 2001–2002         | Nashville Predators | NHL               | 82                                    | 13                                    | 29                                    | 42                                    | 28                                    | —                                     | —                                     | —                                     | —                                     | —                                     |
| 2002–2003         | Nashville Predators | NHL               | 72                                    | 6                                     | 34                                    | 40                                    | 46                                    | —                                     | —                                     | —                                     | —                                     | —                                     |
| 2003–2004         | Nashville Predators | NHL               | 77                                    | 12                                    | 32                                    | 44                                    | 52                                    | 6                                     | 0                                     | 0                                     | 0                                     | 10                                    |
| 2004–2005         | HC Lugano           | NLA               | 3                                     | 0                                     | 1                                     | 1                                     | 0                                     | —                                     | —                                     | —                                     | —                                     | —                                     |
|                   | Brynäs IF           | Elitserien        | 10                                    | 5                                     | 3                                     | 8                                     | 8                                     | —                                     | —                                     | —                                     | —                                     | —                                     |
|                   | KalPa               | Mestis            | 12                                    | 4                                     | 13                                    | 17                                    | 6                                     | 8                                     | 3                                     | 7                                     | 10                                    | 4                                     |
| 2005–2006         | Nashville Predators | NHL               | 79                                    | 11                                    | 39                                    | 50                                    | 74                                    | 5                                     | 1                                     | 3                                     | 4                                     | 4                                     |
| 2006–2007         | Nashville Predators | NHL               | 80                                    | 13                                    | 42                                    | 55                                    | 42                                    | 5                                     | 0                                     | 2                                     | 2                                     | 4                                     |
| 2007–2008         | Philadelphia Flyers | NHL               | 80                                    | 8                                     | 36                                    | 44                                    | 50                                    | 13                                    | 0                                     | 6                                     | 6                                     | 8                                     |
| 2008–2009         | Philadelphia Flyers | NHL               | 77                                    | 3                                     | 40                                    | 43                                    | 54                                    | 6                                     | 0                                     | 1                                     | 1                                     | 12                                    |
| 2009–2010         | Philadelphia Flyers | NHL               | 82                                    | 6                                     | 33                                    | 39                                    | 50                                    | 23                                    | 1                                     | 10                                    | 11                                    | 22                                    |
| 2010–2011         | Philadelphia Flyers | NHL               | 82                                    | 6                                     | 31                                    | 37                                    | 36                                    | 11                                    | 1                                     | 5                                     | 6                                     | 14                                    |
| 2011–2012         | Philadelphia Flyers | NHL               | 76                                    | 4                                     | 39                                    | 43                                    | 46                                    | 11                                    | 1                                     | 3                                     | 4                                     | 23                                    |
| 2012–2013         | Philadelphia Flyers | NHL               | 45                                    | 5                                     | 24                                    | 29                                    | 36                                    | —                                     | —                                     | —                                     | —                                     | —                                     |
| 2013–2014         | Philadelphia Flyers | NHL               | 77                                    | 6                                     | 29                                    | 35                                    | 32                                    | 7                                     | 0                                     | 1                                     | 1                                     | 4                                     |
| 2014–2015         | Philadelphia Flyers | NHL               | Spelade inte på grund av blodproppar. | Spelade inte på grund av blodproppar. | Spelade inte på grund av blodproppar. | Spelade inte på grund av blodproppar. | Spelade inte på grund av blodproppar. | Spelade inte på grund av blodproppar. | Spelade inte på grund av blodproppar. | Spelade inte på grund av blodproppar. | Spelade inte på grund av blodproppar. | Spelade inte på grund av blodproppar. |
| NHL totalt        | NHL totalt          | NHL totalt        | 1092                                  | 117                                   | 454                                   | 571                                   | 652                                   | 87                                    | 4                                     | 31                                    | 35                                    | 101                                   |
| Elitserien totalt | Elitserien totalt   | Elitserien totalt | 10                                    | 5                                     | 3                                     | 8                                     | 8                                     | —                                     | —                                     | —                                     | —                                     | —                                     |
| NLA totalt        | NLA totalt          | NLA totalt        | 3                                     | 0                                     | 1                                     | 1                                     | 0                                     | —                                     | —                                     | —                                     | —                                     | —                                     |
| Liiga totalt      | Liiga totalt        | Liiga totalt      | 272                                   | 32                                    | 63                                    | 95                                    | 133                                   | 43                                    | 6                                     | 14                                    | 20                                    | 34                                    |
| IHL totalt        | IHL totalt          | IHL totalt        | 29                                    | 2                                     | 13                                    | 15                                    | 22                                    | —                                     | —                                     | —                                     | —                                     | —                                     |
| Mestis totalt     | Mestis totalt       | Mestis totalt     | 12                                    | 4                                     | 13                                    | 17                                    | 6                                     | 8                                     | 3                                     | 7                                     | 10                                    | 4                                     |